# Kabinett Karjalainen II
Das Kabinett Karjalainen II war das 53. Kabinett in der Geschichte Finnlands. Es amtierte vom 15. Juli 1970 bis zum 29. Oktober 1971. Beteiligte Parteien waren Sozialdemokraten (SDP), Zentrumspartei (KESK), Volksdemokraten (SKDL), Schwedische Volkspartei (RKP) und Liberale (LKP).

## Minister
| Ressort                                               | Name                   | Partei        | Amtszeitbeginn     | Amtszeitende       |
| ----------------------------------------------------- | ---------------------- | ------------- | ------------------ | ------------------ |
| Ministerpräsident                                     | Ahti Karjalainen       | KESK          | 15. Juli 1970      | 29. Oktober 1971   |
| Stellvertretender Ministerpräsident                   | Veikko Helle           | SDP           | 15. Juli 1970      | 29. Oktober 1971   |
| Minister im Büro des Ministerpräsidenten              | Olavi J. Mattila       | unabhängig    | 15. Juli 1970      | 29. Oktober 1971   |
| Äußeres                                               | Väinö Leskinen         | SDP           | 15. Juli 1970      | 29. Oktober 1971   |
| Minister im Außenministerium                          | Olavi J. Mattila       | unabhängig    | 15. Juli 1970      | 29. Oktober 1971   |
| Justiz                                                | Erkki Tuominen         | SKDL          | 15. Juli 1970      | 26. März 1971      |
| Justiz                                                | Mikko Laaksonen        | SDP           | 26. März 1971      | 30. September 1971 |
| Justiz                                                | Jacob Söderman         | SDP           | 1. Oktober 1971    | 29. Oktober 1971   |
| Inneres                                               | Artturi Jämsén         | KESK          | 15. Juli 1970      | 28. Mai 1971       |
| Inneres                                               | Eino Uusitalo          | KESK          | 28. Mai 1971       | 29. Oktober 1971   |
| Minister im Innenministerium                          | Mikko Laaksonen        | SDP           | 15. Juli 1970      | 30. September 1971 |
| Minister im Innenministerium                          | Jacob Söderman         | SDP           | 1. Oktober 1971    | 29. Oktober 1971   |
| Verteidigung                                          | Kristian Gestrin       | RKP           | 15. Juli 1970      | 29. Oktober 1971   |
| Finanzen                                              | Carl Olof Tallgren     | RKP           | 15. Juli 1970      | 29. Oktober 1971   |
| Minister im Finanzministerium                         | Valto Käkelä           | SDP           | 15. Juli 1970      | 29. Oktober 1971   |
| Bildung                                               | Jaakko Itälä           | LKP           | 15. Juli 1970      | 29. Oktober 1971   |
| Ministerin im Bildungsministerium                     | Meeri Kalavainen       | SDP           | 15. Juli 1970      | 29. Oktober 1971   |
| Landwirtschaft                                        | Nestori Kaasalainen    | KESK          | 15. Juli 1970      | 28. Februar 1971   |
| Land- und Forstwirtschaft                             | Nestori Kaasalainen    | KESK          | 1. März 1970       | 29. Oktober 1971   |
| Verkehr                                               | Veikko Saarto          | SKDL          | 15. Juli 1970      | 26. März 1971      |
| Verkehr                                               | Kalervo Haapasalo      | SDP           | 26. März 1971      | 29. Oktober 1971   |
| Handel und Industrie                                  | Arne Berner            | LKP           | 15. Juli 1970      | 29. Oktober 1971   |
| Minister im Ministerium für Handel und Industrie      | Kalervo Haapasalo      | SDP           | 15. Juli 1970      | 26. März 1971      |
| Minister im Ministerium für Handel und Industrie      | Olavi Salonen          | unabhängig    | 16. September 1970 | 29. Oktober 1971   |
| Minister im Ministerium für Handel und Industrie      | Olavi J. Mattila       | SDP           | 26. März 1971      | 29. Oktober 1971   |
| Soziales und Gesundheit                               | Anna-Liisa Tiekso      | SKDL          | 15. Juli 1970      | 26. März 1971      |
| Pekka Kuusi                                           | SDP                    | 26. März 1971 | 29. Oktober 1971   |                    |
| Ministerin im Ministerium für Soziales und Gesundheit | Katri-Helena Eskelinen | KESK          | 15. Juli 1970      | 29. Oktober 1971   |
| Minister im Ministerium für Soziales und Gesundheit   | Arne Berner            | LKP           | 22. Juli 1970      | 29. Oktober 1971   |
| Arbeit                                                | Veikko Helle           | SDP           | 15. Juli 1970      | 29. Oktober 1971   |